# Platystoma gilvipes
Platystoma gilvipes is een vliegensoort uit de familie van de Platystomatidae. De wetenschappelijke naam van de soort is voor het eerst geldig gepubliceerd in 1868 door Loew.